# الحزم (حريب القرامش)

تعديل مصدري - تعديل

الحزم هي إحدى قرى عزلة بني سكران بمديرية حريب القرامش التابعة لمحافظة مأرب، بلغ تعداد سكانها 252 نسمة حسب تعداد اليمن لعام 2004.